# Otto Heinrich von Friesen
Otto Heinrich von Friesen (ur. 1654, zm. 1717) – saski dyplomata i polityk, królewsko-polski i elektorsko-saski rzeczywisty tajny radca.
W latach 1683–1687 wysłannik na sejm Rzeszy (Ratyzbona). Następnie tajny radca, a w okresie od 1695 do 1715 roku pierwszy minister. W 1715 zrezygnował z tego urzędu z powodu złego stanu zdrowia.
Jego synem był Heinrich Friedrich von Friesen (1681-1739), wojskowy i polityk .